# Eburodacrys fortunata
Eburodacrys fortunata es una especie de escarabajo longicornio del género Eburodacrys, tribu Eburiini, subfamilia Cerambycinae. Fue descrita científicamente por Lameere en 1884.

## Descripción
Mide 12,6-25 milímetros de longitud.

## Distribución
Se distribuye por Bolivia, Brasil y Paraguay.